# Língua laz
O laz (em laz: ლაზური ნენა; romaniz.: lazuri nena) é uma língua caucasiana falada pelo povo laz, nos arredores do mar Negro. Estima-se que existam cerca de 50 000 e 500 000 falantes nativos do laz na Turquia, numa faixa de terra que se estende de Melyat até a fronteira com a Geórgia, chamado oficialmente de Lazistão até 1925, e por cerca de 30 000 na própria Geórgia.
É um idioma em perigo de extinção, já que não é língua oficial de nenhum território nem tem um órgão regulador para a escrita. Possui muitíssimas consoantes e apenas 5 vogais. É uma língua aglutinante, com declinações, uma forte presença de tremas e prefixos locativos, além de muitos empréstimos do grego (a lenda grega de Jasão e os Argonautas poderia estar ocorrido em algum lugar desta região do Cáucaso).

## Classificação linguística
O laz é uma das quatro línguas caucasianas meridionais. Juntamente com o mingrélio, forma o ramo zan desta família linguística. Os dois idiomas são extremamente próximos, a tal ponto que foram considerados oficialmente como dialetos de um único idioma chamado de zan na era soviética (uma visão que ainda é mantida na atual Geórgia). No geral, entretanto, o laz e o mingrélico são classificados como idiomas separados, devido à separação antiga de suas comunidades de falantes (500 anos) e uma falta de inteligibilidade mútua.

### Dialetos
O laz possui cinco principais dialetos:
- Hopan, falado em Hopa e Ajária;
- Vitse-Arkabian, falado em Arhavi e Fındıklı;
- Chkhalan, falado na vila de Düzköy (Çxala), em Borçka;
- Atinan, falado em Pazar (antiga Atina);
- Ardeshenian, falado em Ardeşen.

Os últimos dois são tratados frequentemente como um único dialeto de Atina. Os falantes dos diversos dialetos do laz têm problemas para se compreenderem mutuamente, e frequentemente optam por se comunicar no idioma oficial local (turco ou georgiano).

### Dialetos do laz
| Pazar                | Ardeşen-Çamlıhemşin    | Arhavi-Fındıklı | Hopa-Batum      |
| malimben- მალიბენ    | maoropen-მაოროფენ      | p’orom-პორომ    | p’qorop-პყოროფ  |
| galimben- გალიბენ    | gaoropen-გაოროფენ      | orom-ორომ       | qorop-ყოროფ     |
| alimben-ალიბენ       | aropen-აოროფენ         | oroms-ორომს     | qorops- ყოროფს  |
| malimberan-მალიბერან | maoropenan- მაოროფენან | p’oromt- პორომთ | p’qorot-პყოროფთ |
| galimberan-გალიბერან | gaoropenan-გაოროფენან  | oromt-ორომთ     | qoropt-ყოროფთ   |
| alimberan-ალიბერან   | aoropenan-აოროფენან    | oroman-ორომან   | qoropan-ყოროფან |
| -------------------- | ---------------------- | --------------- | --------------- |

## Distribuição geográfica
O antigo reino da Cólquida era localizado na mesma região em que os falantes do laz se encontram atualmente, e seus habitantes provavelmente falavam uma versão arcaica do idioma. A Cólquida foi o palco da famosa lenda grega de Jasão e os Argonautas.
A maioria dos falantes de laz atualmente vivem no noroeste da Turquia, numa faixa de terra ao longo da costa do mar Negro: nos distritos de Pazar (Atina), Ardeşen (Art'aşeni), Çamlıhemşin (Vijadibi) e Fındıklı (Vitze), em Rize, e nos distritos de Arhavi (Ark'abi), Hopa (Xopa) e Borçka, em Artvin. Existem ainda comunidades que falam o idioma no noroeste da Anatólia (Akçakoca, na província de Düzce, Sapanca na província de Sakarya, Karamürsel e Gölcük em Cocaeli, Bartın e Yalova) onde diversos imigrantes se estabeleceram desde a guerra russo-turca de 1877-1878, e, hoje em dia, também em Istambul e Ancara. Alguns falantes do idioma vivem na Geórgia, especialmente na Ajária (estimativa de 30 000 habitantes, cerca de 2 000 deles em Sarpi). O laz também está presente na Alemanha, onde teria sido levado por imigrantes turcos desde a década de 1960.

## Status sócio-cultural

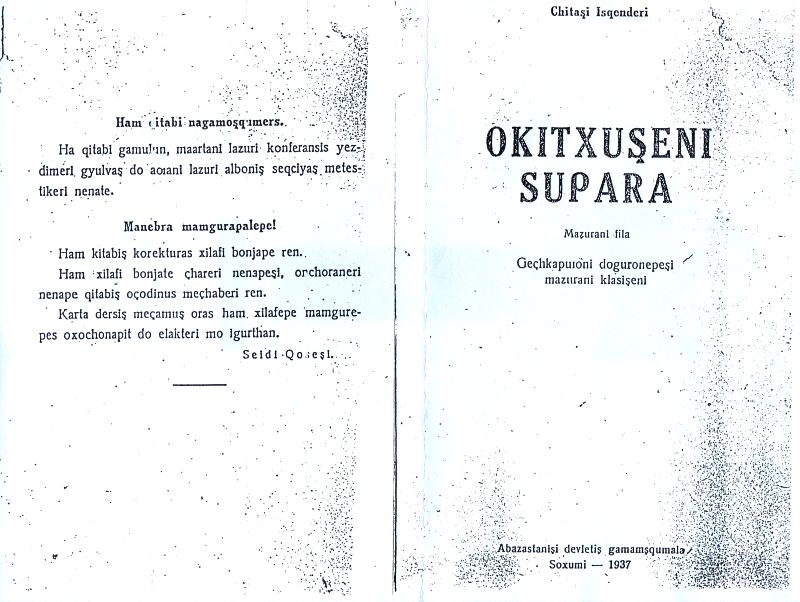
Um livro em laz, "Língua-mãe"

O laz não possui status de língua oficial nem na Turquia nem na Geórgia, assim como não possui um padrão escrito. É utilizado atualmente apenas para interação familiar e coloquial; para assuntos literários ou mais formais os falantes do laz utilizam-se do idioma oficial do país onde vivem (turco ou georgiano).
O laz é único entre as línguas caucasianas meridionais, na medida em que a maioria dos seus falantes vive na Turquia, e não na Geórgia. Embora as diferenças entre os diversos dialetos sejam pequenas, os seus falantes acreditam que seu nível de inteligibilidade mútua seja baixo, e, pela falta de um padrão escrito, acabam se utilizando do turco para a comunicação com falantes de outras variantes.
Entre 1930 e 1938, o zan (tanto o laz como o mingrélico) gozava de autonomia cultural na Geórgia e era usado como idioma literário, embora um padrão oficial da língua nunca tenha sido estabelecido. Desde então, todas as tentativas de se criar uma tradição escrita no zan falharam, apesar do fato de que a maioria dos intelectuais o utilizava como idioma literário.

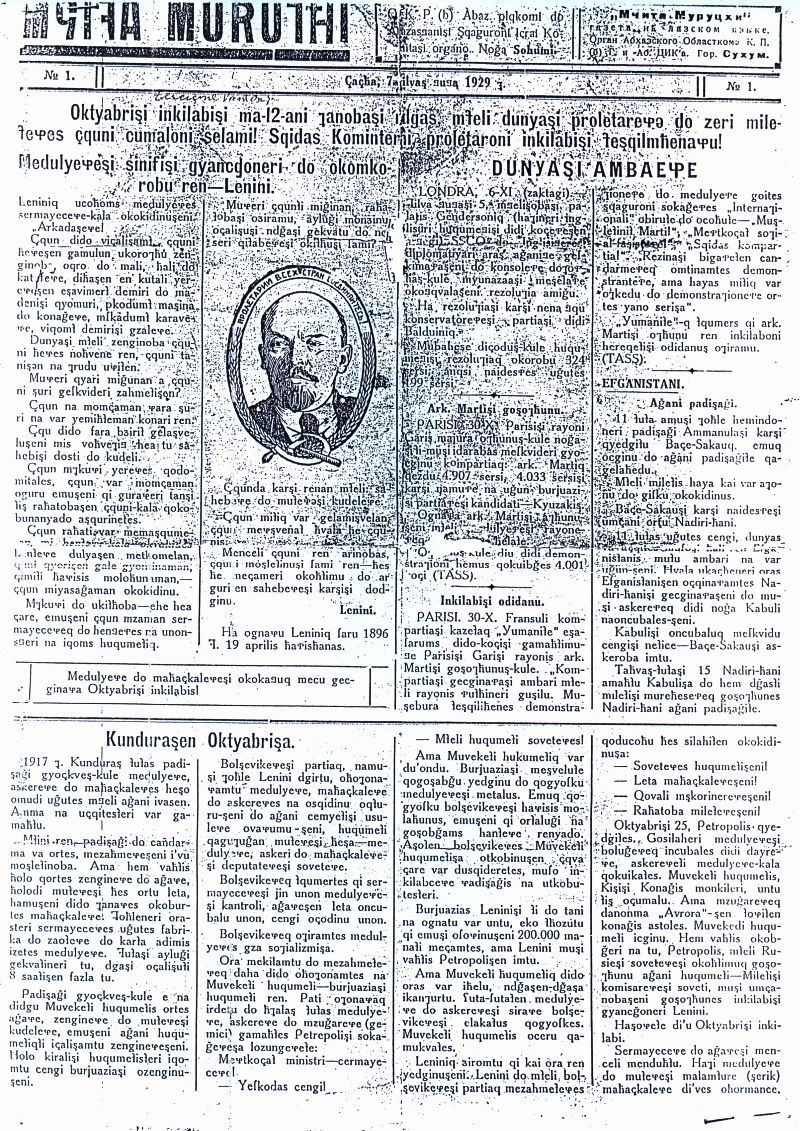
Jornal em laz de 1928

Na Turquia, o laz vem sendo usado como um idioma escrito desde 1984, quando um alfabeto baseado na variante turca do alfabeto latino foi criado. Desde então, este sistema tem sido usado na maioria das poucas publicações que apareceram no idioma. Desenvolvido especialmente para as línguas caucasianas meridionais, o alfabeto georgiano está melhor adaptado aos sons do laz, porém o fato de que a maioria dos falantes vivem na Turquia torna inviável a adoção deste sistema de escrita. Ainda assim, em 1991 publicou-se um livro escolar chamado Nana-nena ("Língua-mãe"), dirigido a todos os falantes de laz, que utilizava-se tanto do alfabeto latino como do georgiano. O primeiro dicionário laz-turco foi publicado em 1999.
Os únicos idiomas no qual o povo laz recebe uma educação formal são o turco e o georgiano. Virtualmente todos os laz são bilíngues, fluentes ou em turco e laz ou em georgiano e laz. Até mesmo nas aldeias habitadas exclusivamente pelo povo laz, é comum que se ouça conversas inteiras em turco ou georgiano, em todos os contextos. Isto vem causando as gerações mais jovens dificuldades para obter uma aquisição total do idioma laz, muitos apresentando apenas um conhecimento passivo dele.
Nos últimos anos, o músico folclórico laz Birol Topaloğlu alcançou algum destaque de sucesso internacional com os seus álbuns Heyamo (1997, o primeiro álbum a ser gravado inteiramente no idioma laz) e Aravani (2000). O músico de rock and roll laz Kazım Koyuncu fez arranjos de músicas tradicionais laz de 1995 até a sua morte em 2005.
Em 2004, Mehmet Bekâroğlu, o vice-diretor do Partido da Felicidade enviou um aviso formal à corporação estatal de tele e radiodifusão, TRT, declarando que sua língua-mãe era o laz e exigindo transmissões no idioma. No mesmo ano, um grupo de intelectuais laz iniciou uma petição e se reuniu com executivos da TRT para a implementação de transmissões em laz. Até 2008, no entanto, estas exigências não foram implementadas.

### Características linguísticas
Como muitas línguas do Cáucaso, o laz possui um sistema consonantal variado (na verdade, o mais variado da família caucasiana meridional), porém apenas cinco vogais (a, e, i, o, u). Os substantivos são flexionados com sufixos aglutinantes para indicar a função gramatical (de 4 a 7 casos, dependendo do dialeto) e o número gramatical (singular ou plural), embora não o gênero gramatical.
O verbo, no laz, é declinado com sufixos, de acordo com a pessoa e o número gramatical, além do tempo, aspecto, modo verbais e, em alguns dialetos, evidencialidade. Até 50 prefixos verbais são usados para indicar a orientação/direção especial. Os sufixos indicadores de pessoa e número alteram tanto o sujeito como os objetos envolvidos na ação (ex.: gimpulam = "escondo-o de você").

### Fatores característicos
Algumas das características que distinguem o laz de outros idiomas de sua família são:
- Duas consoantes a mais, /f/ e /h/;
- Todos os substantivos terminam em vogais;
- Declinações verbais mais complexas, com o uso de prefixos direcionais;
- Empréstimos léxicos substanciais do grego e das línguas turcomanas.

## Vocabulário
- ho (ჰო) — sim
- va (ვა) / * var (dialeto de Arhavi) — não
- ma (მა) — eu
- si (სი) — tu
- skani (სქანი) — teu
- çkimi (ჩქიმი) — meu
- Gegeacginas / Xela do k’aobate (გეგაჯგინას / ხელა დო კაობათე) — Olá
- Kai serepe (კაი სერეფე) — Boa noite
- Kai moxt’it (კაი ბოხტით) — Bem-vindo / Kai ten ***
- Didi mardi (დიდი მარდი) — Obrigado
- Muç’ore? (მუჭორე?) — Como vai?
- Kai vore (კაი ვორე) - Kai bore (dialeto de Arhavi) — Estou bem
- Dido xelebas vore (დიდო ხელაბას ვორე) — Estou muito feliz
- Sonuri re? (სონური რე?) — De onde você é?
- T’amt’ra (ტამტრა) — Trebizonda
- Londoni (ლონდოი) — Londres
- Turkona / Turketi (თურკონა / თურკეთა) — Turquia
- Xorumona (ხორუმონა) — Grécia
- Xorz'a / Oxorca (ხორძა) — mulher
- K'oçi (კოჩი) — homem
- Bozo (ბოზო) — garota
- Biç’i (ბიჭი) — garoto
- Supara (სუპარა) — livro
- Megabre (მეგაბრე) — amigo
- Qoropa (ყოროფა) — amor
- Mu dulya ikip? (მუ დულჲა იქიფ?) / Mu dulya ikom? (dialeto de Arhavi) — Qual é sua profissão?
- Lazuri gişkuni? (ლაზური გიჩქინი?) / Lazuri gickini (dialeto de Arhavi) — Você fala laz?
- Skani coxo muren? (სქანი ჯოხო მურენ?) — Qual é seu nome?
- Ma si maoropen (მა სი მაოროფენ.) — Eu te amo